# Campionati tedeschi di sci alpino 2008
I Campionati tedeschi di sci alpino 2008 si sono svolti a Rottach-Egern e a Sarentino (in Italia) dal 18 al 29 marzo. Il programma ha incluso gare di discesa libera, supergigante, slalom gigante, slalom speciale e supercombinata, tutte sia maschili sia femminili.
Trattandosi di competizioni valide anche ai fini del punteggio FIS, vi hanno partecipato anche sciatori di altre federazioni, senza che questo consentisse loro di concorrere al titolo nazionale tedesco.

## Risultati

### Uomini

#### Discesa libera
| Pos. | Atleta              | Nazione     | Tempo   |
| ---- | ------------------- | ----------- | ------- |
| 1    | Hannes Wagner       | Germania    | 1:26,85 |
| 2    | Peter Strodl        | Germania    | 1:27,06 |
| 3    | Johannes Stehle     | Germania    | 1:27,16 |
| 4    | Tobias Stechert     | Germania    | 1:27,24 |
| 5    | Andreas Strodl      | Germania    | 1:27,27 |
| 6    | Aaron Hofer         | Italia      | 1:28,12 |
| 7    | Philipp Zepnik      | Germania    | 1:28,22 |
| 8    | Peter-Edwin Whelan  | Regno Unito | 1:28,52 |
| 9    | Brenton Fetterplace | Australia   | 1:28,54 |
| 10   | Anton Resenberger   | Germania    | 1:28,73 |

Data: 27 marzo

Località: Sarentino

#### Supergigante
| Pos. | Atleta              | Nazione       | Tempo   |
| ---- | ------------------- | ------------- | ------- |
| 1    | Hannes Wagner       | Germania      | 1:18,29 |
| 2    | Timo Brüderl        | Germania      | 1:18,56 |
| 3    | Peter Strodl        | Germania      | 1:18,73 |
| 4    | Stepan Zuev         | Russia        | 1:18,74 |
| 5    | Andreas Strodl      | Germania      | 1:18,75 |
| 6    | Benjamin Griffin    | Nuova Zelanda | 1:18,83 |
| 7    | Dmitrij Ul'janov    | Russia        | 1:18,85 |
| 8    | Brenton Fetterplace | Australia     | 1:18,96 |
| 9    | Johannes Stehle     | Germania      | 1:19,16 |
| 10   | Philipp Zepnik      | Germania      | 1:19,69 |

Data: 29 marzo

Località: Sarentino

#### Slalom gigante
| Pos. | Atleta                         | Nazione   | Tempo   |
| ---- | ------------------------------ | --------- | ------- |
| 1    | Felix Neureuther               | Germania  | 2:34,23 |
| 2    | Björn Sieber                   | Austria   | 2:35,16 |
| 3    | Sandro Viletta                 | Svizzera  | 2:35,35 |
| 4    | Philipp Schmid                 | Germania  | 2:35,59 |
| 5    | Fritz Dopfer                   | Germania  | 2:35,66 |
| 6    | Peter Strodl                   | Germania  | 2:36,19 |
| 7    | Matthias Mayer                 | Austria   | 2:36,21 |
| 8    | Andreas Sander                 | Germania  | 2:36,28 |
| 9    | Cristian Javier Simari Birkner | Argentina | 2:36,39 |
| 10   | Marco Fuchs                    | Austria   | 2:36,41 |

Data: 18 marzo

Località: Rottach-Egern

#### Slalom speciale
| Pos. | Atleta              | Nazione     | Tempo   |
| ---- | ------------------- | ----------- | ------- |
| 1    | Kryštof Krýzl       | Rep. Ceca   | 1:14,69 |
| 2    | Filip Trejbal       | Rep. Ceca   | 1:14,96 |
| 3    | Sandro Viletta      | Svizzera    | 1:15,00 |
| 4    | Felix Neureuther    | Germania    | 1:15,02 |
| 5    | Kilian Albrecht     | Bulgaria    | 1:15,08 |
| 6    | Patrick Bechter     | Austria     | 1:15,19 |
| 7    | Andreas Omminger    | Austria     | 1:15,24 |
| 8    | Lars Elton Myhre    | Norvegia    | 1:15,46 |
| 9    | Christian Wanninger | Germania    | 1:15,66 |
| 10   | Dave Ryding         | Regno Unito | 1:15,90 |
|      |                     |             |         |
| 12   | Fritz Dopfer        | Germania    | 1:16,10 |

Data: 19 marzo

Località: Rottach-Egern

#### Supercombinata
| Pos. | Atleta                | Nazione       | Tempo   |
| ---- | --------------------- | ------------- | ------- |
| 1    | Hannes Wagner         | Germania      | 1:54,56 |
| 2    | Stepan Zuev           | Russia        | 1:54,56 |
| 3    | Christian Steinbacher | Germania      | 1:54,86 |
| 4    | Brenton Fetterplace   | Australia     | 1:54,87 |
| 5    | Dmitrij Ul'janov      | Russia        | 1:54,94 |
| 6    | Timo Brüderl          | Germania      | 1:55,01 |
| 7    | Aleksandr Chorošilov  | Russia        | 1:55,16 |
| 8    | Peter Strodl          | Germania      | 1:55,31 |
| 9    | Dominik Stehle        | Germania      | 1:55,33 |
| 10   | Benjamin Griffin      | Nuova Zelanda | 1:55,36 |

Data: 29 marzo

Località: Sarentino

### Donne

#### Discesa libera
| Pos. | Atleta             | Nazione  | Tempo   |
| ---- | ------------------ | -------- | ------- |
| 1    | Gina Stechert      | Germania | 1:29,99 |
| 2    | Fanny Chmelar      | Germania | 1:30,16 |
| 3    | Isabelle Stiepel   | Germania | 1:30,26 |
| 4    | Theresia Jocher    | Germania | 1:31,44 |
| 5    | Ricarda Kraus      | Germania | 1:31,46 |
| 6    | Carolin Fernsebner | Germania | 1:32,05 |
| 7    | Nicola Schmid      | Germania | 1:32,34 |
| 8    | Lena Dürr          | Germania | 1:32,56 |
| 9    | Monica Hübner      | Germania | 1:32,59 |
| 10   | Iris Dorsch        | Germania | 1:33,40 |

Data: 27 marzo

Località: Sarentino

#### Supergigante
| Pos. | Atleta              | Nazione  | Tempo   |
| ---- | ------------------- | -------- | ------- |
| 1    | Viktoria Rebensburg | Germania | 1:20,17 |
| 2    | Gina Stechert       | Germania | 1:20,20 |
| 3    | Monika Springl      | Germania | 1:20,44 |
| 4    | Fanny Chmelar       | Germania | 1:20,65 |
| 5    | Susanne Riesch      | Germania | 1:21,19 |
| 6    | Lena Dürr           | Germania | 1:21,27 |
| 7    | Theresia Jocher     | Germania | 1:21,32 |
| 8    | Carolin Fernsebner  | Germania | 1:21,35 |
| 9    | Nicola Schmid       | Germania | 1:21,37 |
| 10   | Helena Rauch        | Germania | 1:21,43 |

Data: 29 marzo

Località: Sarentino

#### Slalom gigante
| Pos. | Atleta              | Nazione  | Tempo   |
| ---- | ------------------- | -------- | ------- |
| 1    | Viktoria Rebensburg | Germania | 2:27,04 |
| 2    | Gina Stechert       | Germania | 2:28,00 |
| 3    | Maria Riesch        | Germania | 2:28,06 |
| 4    | Monika Springl      | Germania | 2:30,01 |
| 5    | Fanny Chmelar       | Germania | 2:30,11 |
| 6    | Lena Dürr           | Germania | 2:30,31 |
| 7    | Mizue Hoshi         | Giappone | 2:30,32 |
| 8    | Stefanie Riml       | Austria  | 2:30,40 |
| 9    | Katharina Dürr      | Germania | 2:30,51 |
| 10   | Carolin Fernsebner  | Germania | 2:30,70 |

Data: 19 marzo

Località: Rottach-Egern

#### Slalom speciale
| Pos. | Atleta             | Nazione  | Tempo   |
| ---- | ------------------ | -------- | ------- |
| 1    | Monika Bergmann    | Germania | 1:17,65 |
| 2    | Carolin Fernsebner | Germania | 1:18,37 |
| 3    | Fanny Chmelar      | Germania | 1:18,85 |
| 4    | Lene Løseth        | Norvegia | 1:19,29 |
| 5    | Katharina Dürr     | Germania | 1:19,41 |
| 6    | Aline Bonjour      | Svizzera | 1:19,43 |
| 7    | Monica Hübner      | Germania | 1:19,66 |
| 8    | Anne Marie Müller  | Norvegia | 1:19,84 |
| 9    | Kathrin Hölzl      | Germania | 1:19,94 |
| 10   | Barbara Wirth      | Germania | 1:20,24 |

Data: 18 marzo

Località: Rottach-Egern

#### Supercombinata
| Pos. | Atleta              | Nazione  | Tempo   |
| ---- | ------------------- | -------- | ------- |
| 1    | Fanny Chmelar       | Germania | 1:54,39 |
| 2    | Gina Stechert       | Germania | 1:54,40 |
| 3    | Monika Springl      | Germania | 1:54,62 |
| 4    | Susanne Riesch      | Germania | 1:54,72 |
| 5    | Christina Geiger    | Germania | 1:55,18 |
| 6    | Viktoria Rebensburg | Germania | 1:55,18 |
| 7    | Kathrin Hölzl       | Germania | 1:55,24 |
| 8    | Katharina Dürr      | Germania | 1:55,49 |
| 9    | Nicola Schmid       | Germania | 1:55,81 |
| 10   | Isabelle Stiepel    | Germania | 1:55,86 |

Data: 28 marzo

Località: Sarentino